# Parlamentní volby ve Finsku 1936
Parlamentní volby ve Finsku konané 1. – 2. července 1936 byly v pořadí 16. volbami do finského parlamentu. Vítězem se stali sociální demokraté, kteří po volbách disponovali 83 mandáty z 200. Zbytek stran udržel svá křesla až na Národní pokrokovou stranu, která ztratila třetinu svého zastoupení v parlamentu. Prezident Svinhufvud nedal vítězným sociálním demokratům mandát na složení vlády a raději nechal vzniknout menšinový kabinet agrárníka Kallia. Sociální demokraté pak na oplátku nepodpořili Svinhufvuda při prezidentských volbách v roce 1937 a zapříčinili jeho nezvolení.

## Předcházející události
Do roku 1936 se podařilo ve Finsku překonat hospodářskou krizi a zcela uklidnit politickou situaci. Krajně pravicové Vlastenecké lidové hnutí zůstávalo aktivní, ale nedařilo se mu nijak posilovat na úkor demokratických stran. Vládnoucí menšinový kabinet premiéra Kivimäkiho se zhroutil v září 1936, kdy premiér spojil hlasování o obnovení trestu smrti s důvěrou vlády. Sociální demokraté byly připraveni vstoupit do vlády, ale prezident Svinhufvud tuto možnost odmítl a vyhlásil předčasné volby. Před nimi se Vlastenecké lidové hnutí pokusilo neúspěšně obnovit volební koalici s Národní koalicí. Strana ale posunula svoji politiku zprava více do středu a do voleb šla sama. K nelibosti prezidenta začalo docházet ke sbližování sociálních demokratů a agrárníků a poprvé byla vážně zvažována možnost utvoření vlády těchto dvou stran.

## Volební výsledky
Volební účast byla  62,9 %, což bylo o 0,7 % více než v předchozích volbách. Podle očekávání vyhráli sociální demokraté, kteří dosáhli nejlepšího výsledku od roku 1917. Druzí agrárníci udrželi své mandáty stejně jako švédští lidovci. Krajně pravicové Vlastnické lidové hnutí taktéž nijak neposílilo, tak nakonec jedinou stranou, která z voleb vyšla jako poražený byla strana premiéra Kivimäkiho. Národní pokroková strana ztratila 4 mandáty a počet jejich poslanců se scvrkl na 7. Malá populistické strany (Lidoví strana a Malorolnická strana Finska), které předtím získaly voliče díky hospodářské krizi, o ně zase přišly.  
| Politická strana | Politická strana                          | Hlasy v % (změna) | Hlasy v % (změna) | Mandáty (změna) | Mandáty (změna) |
| ---------------- | ----------------------------------------- | ----------------- | ----------------- | --------------- | --------------- |
|                  | Finská sociálně demokratická strana (SPD) | 38,59             | ▲ +1,26           | 83              | ▲ +5            |
|                  | Agrární svaz (ML)                         | 22,41             | ▼ −0,13           | 53              | ▬ ±0            |
|                  | Švédská lidová strana (RKP)               | 11,20             | ▲ +0,78           | 21              | ▬ ±0            |
|                  | Národní koaliční strana                   | 10,36             | -                 | 20              | ▲ +2            |
|                  | Vlastenecké lidové hnutí                  | 8,34              | -                 | 14              | ▬ ±0            |
|                  | Národní pokroková strana (ED)             | 6,28              | ▼ −1,13           | 7               | ▼ -4            |
|                  | Malorolnická strana Finska (SPP)          | 1,97              | ▼ −1,42           | 1               | ▼ -2            |
|                  | Lidová strana                             | 0,63              | ▼ −0,22           | 1               | ▼ -1            |

## Sestavování vlády
Po volbách zasedli k jednacímu stolu sociální demokraté a agrárníci. Vytvoření koaliční vlády bylo na dobré cestě, ale prezident Svinhufvud opět nesouhlasil s účastí sociálních demokratů ve vládě a nechal vzniknou menšinový kabinet agrárníka Kallia složený z Agrárního svaz a Národní pokrokové strany. Vláda vydržela do prezidentských voleb v březnu 1937, kdy především díky sociálním demokratům nedošlo k znovuzvolení Svinhufvuda za prezidenta. Tím se stal dosavadní premiér Kyösti Kallio, který následně jmenoval kabinet Aima Cajandera skládající se ze sociálních demokratů, agrárníků, švédských lidovců a Národní pokrokové strany.